# بق الماء الشرس
بق الماء الشرس أو أبدوس (الاسم العلمي Abedus)، جنس من بقيات الماء الكبيرة. موائله المياه العذبة في جنوب الولايات المتحدة والمكسيك وأمريكا الوسطى. ألوانها بنية عادة ما يترواح طولها بين 2.3 و4 سم.